# Жанаесиль
Жанаесиль (каз. Жаңаесіл, до 2018 г. — Новоишимка) — село в Целиноградском районе Акмолинской области Казахстана. Административный центр Жанаесильского сельского округа. Код КАТО — 116659100.

## География
Село расположено на левом берегу реки Ишим, на расстоянии примерно 31 километров (по прямой) к северо-западу от административного центра района — села Акмол.
Абсолютная высота — 320 метров над уровнем моря.
Климат холодно-умеренный, с хорошей влажностью. Среднегодовая температура воздуха отрицательная и составляет около -4,2°С. Среднемесячная температура воздуха в июле достигает +20,5°С. Среднемесячная температура января составляет около -14,5°С. Среднегодовое количество осадков составляет около 390 мм. Основная часть осадков выпадает в период с июня по июль.
Ближайшие населённые пункты: село Садовое — на западе, село Караменды батыра — на севере, аул Жана Жайнак — на востоке, село Тасты — на северо-западе.

## Население
В 1989 году население села составляло 2541 человек (из них русские — 30%, немцы — 25%).

В 1999 году население села составляло 1951 человек (925 мужчин и 1026 женщин). По данным переписи 2009 года, в селе проживало 2179 человек (1069 мужчин и 1110 женщин).
| Численность населения | Численность населения | Численность населения |
| 1989                  | 1999                  | 2009                  |
| --------------------- | --------------------- | --------------------- |
| 2541                  | ↘1951                 | ↗2179                 |